# Los Viejos
Los Viejos är en ort i Mexiko.   Den ligger i kommunen Etchojoa och delstaten Sonora, i den västra delen av landet, 1 400 km nordväst om huvudstaden Mexico City. Los Viejos ligger 14 meter över havet och antalet invånare är 356.
Terrängen runt Los Viejos är mycket platt. Runt Los Viejos är det ganska tätbefolkat, med 58 invånare per kvadratkilometer. Närmaste större samhälle är Huatabampo, 6,4 km söder om Los Viejos. Trakten runt Los Viejos består till största delen av jordbruksmark.